# 天祐 (張士誠)
天祐（てんゆう）は元末に泰州での反乱指導者張士誠が建てた私年号。1354年 - 1357年旧8月。
正史には張士誠が叛した1353年を元年とするものがあるが、李崇智、鄧洪波は翌年正月を以て建元したと解釈している。

## 西暦・干支・他元号との対照表
| 天祐 | 元年     | 2年      | 3年      | 4年      |
| 西暦 | 1354年   | 1355年   | 1356年   | 1357年   |
| 干支 | 甲午     | 乙未     | 丙申     | 丁酉     |
| 元   | 至正14年 | 至正15年 | 至正16年 | 至正17年 |